# رودلف باهرو
رودولف باهرو (بالألمانية: Rudolf Bahro)‏ هو فيلسوف و سياسي ألماني ولد عام 1935م و توفي عام 1997م تبنى التوجه الماركسي لكنه رفض المجتمع الإنتاجي حتى لو كان اشتراكياً، له العديد من المؤلفات و الكتب منها:
- البديل في أوروبا الشرقية (1977), الذي ترجم من الألمانية للإنكليزية
- الاشتراكية و البقاء كتب باللغة الألمانية عام 1980 و ترجم للإنكليزية عام 1982
- من الأحمر للأخضر 1984م
- بناء الحركة الخضراء 1986

## روابط خارجية
- رودلف باهرو على موقع مونزينجر (الألمانية)
- رودلف باهرو على موقع إن إن دي بي (الإنجليزية)